# Aortaklepinsufficiëntie
Onder aortaklepinsufficiëntie verstaan we de toestand waarin tijdens de diastole dus bij een gesloten aortaklep bloed terug kan vloeien van de aorta naar de linkerhartkamer, doordat de aortaklep niet goed kan sluiten.

## Oorzaken
Een aortaklepinsufficiëntie kan grofweg op twee manieren ontstaan.
Ten eerste kan aortaklepinsufficiëntie ontstaan door beschadiging van de aortaboog kan die zo wijd kan worden dat de klep de opening niet meer kan afsluiten:

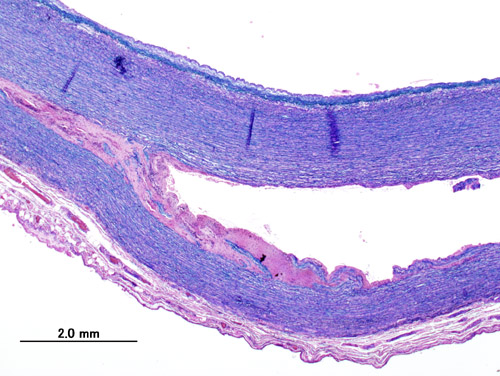
Microscopische opname van een beschadiging in de wand van de aorta

. De specifieke oorzaak hiervan is in de meeste gevallen onbekend, maar dit kan ook ontstaan door:
- veroudering
- als het bindweefsel niet goed (te slap) is aangelegd, zoals bij syndroom van Ehlers-Danlos, syndroom van Marfan;
- aneurysma door ontstekingen, zoals syfilis, vasculitis;
- aneurysma van de aortaboog door andere oorzaken, zoals onder andere aortadissectie, atherosclerose.

Gezonde aortaklep (varken) gezien vanuit de aorta.

Een andere oorzaak van een aortaklepinsufficiëntie is beschadiging van de aortaklep, waardoor deze niet meer goed sluit. De aortaklep is een
halvemaanvormige klep die bestaat uit drie halvemaanvormige zakjes, die samen de opening van de aorta afsluiten. Door een ontsteking kan het weefsel van deze klep te stug worden, en kan er zich zelfs kalk in de klep afzetten, waardoor die niet meer goed sluit. Voorbeelden:
- Acuut reuma
- Endocarditis
- Syfilis
- Een ongeval kan de klepzakjes doen scheuren.
- Stofwisselingsziekten, zoals de mucopolysacharidosen

## Klachten
Een ernstige (opening bij gesloten klep van meer dan 0,5 cm²; dat is meer dan 20% van de opening bij geopende klep) aortaklepinsufficiëntie veroorzaakt een volumeoverbelasting van de linkerhartkamer. Doordat het bloed dat al weggepompt is, opnieuw moet worden weggepompt, raakt de linkerhartkamer overbelast en ontstaat hartfalen. Patiënten klagen over moeheid en kortademigheid, eventueel in aanvallen.

## Symptomen
Bij lichamelijk onderzoek valt een geruis aan het hart op, vaak ook in de systole, maar, kenmerkender, in de diastole. De diastole is de periode na de tweede harttoon, dat wil zeggen als de aortaklep dicht behoort te zijn.
Het verschil tussen de systolische en de diastolische bloeddruk, de polsdruk geheten, normaal ongeveer 45-50 mm Hg, is verhoogd, wel tot 100 mm Hg. Hierdoor zijn overal aan de slagaders overdreven pulsaties te voelen.
Op het elektrocardiogram en de thoraxfoto is linkerventrikeldilatatie waar te nemen.
Door middel van echocardiografie kan men de afwijkende klep bestuderen en (met behulp van Doppleronderzoek) de afwijkende bloedstroom in kaart brengen.
Met een hartkatheterisatie kan dit vervolgens nog veel preciezer.

## Behandeling
De klep, en eventueel een stuk van de aortaboog kan vervangen worden tijdens een openhartoperatie.
- Mechanische klepprotheses; nadeel is de levenslange antistolling en penicillineprofylaxe.
- Kleppen van donoren, varkens of runderen. Nadeel is dat deze na verloop van tijd vervangen moet worden.